# Juha Hakola (football)
Pour les articles homonymes, voir Hakola.
Juha Pekka Hakola est un footballeur international finlandais né le 27 octobre 1987 à Espoo. Il évolue au poste d'attaquant au Grankulla IFK.